# The Weavers
The Weavers was een Amerikaanse folkgroep uit het Greenwich Village-gebied van New York. Ze zongen traditionele folkliederen van over de hele wereld, maar ook blues, gospelmuziek, kinderliedjes, arbeidsliedjes en Amerikaanse ballads en verkochten miljoenen platen op het hoogtepunt van hun populariteit. The Weavers werd in de traditie en opvolging van The Almanac Singers in november 1948 opgericht door Pete Seeger, Lee Hays, Fred Hellermann en Ronnie Gilbert in Greenwich Village.

## Geschiedenis

### Formatie
In 1940 richtten Lee Hays en Pete Seeger samen met de American Peace Mobilization (APM) The Almanac Singers op, die vrede en isolationisme promootten tijdens de Tweede Wereldoorlog. Het bevatte veel liedjes die tegen de deelname van de Verenigde Staten aan de oorlog waren. In juni 1941, toen Duitsland de Sovjet-Unie binnenviel, veranderde de APM haar naam in de American People's Mobilization en richtte ze haar focus op het ondersteunen van de deelname van de Verenigde Staten aan de oorlog. The Almanacs steunden de verandering en produceerden veel pro-oorlogsliederen die de Verenigde Staten aanspoorden om aan de kant van de geallieerden te vechten. De Almanac Singers ontbonden nadat de Verenigde Staten in de oorlog waren betrokken.
The Weavers werden in november 1948 geformeerd door Ronnie Gilbert, Lee Hays, Fred Hellerman en Pete Seeger. Op voorstel van Hellerman ontleent de groep zijn naam aan het toneelstuk Die Weber (1892) van Gerhart Hauptmann, een krachtig werk dat de opstand van de Silezische wevers in 1844 uitbeeldt.

### Vroege carrière
Na een periode waarin ze niet veel betaald werk konden vinden, kregen ze een vaste en succesvolle verbintenis bij de jazzclub Village Vanguard. Dit leidde tot hun ontdekking door arrangeur-bandleider Gordon Jenkins en hun ondertekening bij Decca Records. De band had een grote hit in 1950 met Goodnight, Irene van Lead Belly, ondersteund met het nummer Tzena, Tzena, Tzena uit 1941, dat op zijn beurt een bestseller werd. De opname bleef 13 weken op nummer één in de hitlijsten. Van Goodnight, Irene werden in 1950 een miljoen exemplaren verkocht. In overeenstemming met de verwachtingen van het publiek van die tijd, werden aan deze en andere vroege publicaties van The Weavers violen en orkestratie toegevoegd achter de eigen strijkinstrumenten van de band. Vanwege de diepere Red Scare van het begin van de jaren 1950 adviseerde hun manager Pete Cameron hen om hun meest expliciete politieke liedjes niet te zingen en op te treden op progressieve podia en evenementen. Daarom bekritiseerden sommige fans van folkliedjes hen omdat ze hun overtuigingen afzwakten en hun zangstijl commercialiseerden. Maar The Weavers vonden het de moeite waard om hun liedjes voor het publiek te krijgen en om het expliciete soort engagement te vermijden dat had geleid tot de ondergang van The Almanacs. De nieuwe aanpak bleek een succes, wat leidde tot veel boekingen en een grotere vraag naar opnamen van de band.
De succesvolle concerten en hitopnamen van The Weavers hielpen een nieuw publiek kennis te maken met folkrevival-standards als On Top of Old Smoky (met gastvocalist Terry Gilkyson), Follow the Drinking Gourd, Kisses Sweeter than Wine, The Wreck of the John B (ook bekend als Sloop John B), Rock Island Line, The Midnight Special, Pay Me My Money Down, Darling Corey en Wimoweh. The Weavers moedigden meezingers aan in hun concerten en soms schreeuwde Seeger de teksten voor elke regel in stijl.
Filmbeelden van The Weavers zijn relatief schaars. De band verscheen als een speciale act in de B-filmmusical Disc Jockey (1951) en filmde datzelfde jaar vijf van hun platenhits voor tv-producent Lou Snader: Goodnight, Irene, Tzena, Tzena, Tzena, So Long, Around the World en The Roving Kind.

### Het McCarthy-tijdperk
Tijdens het McCarthyisme werden Pete Seeger en Lee Hays door FBI-informant Harvey Matusow (die dit later herriep) geïdentificeerd als leden van de Communistische Partij in de Verenigde Staten en werden ze in 1955 opgeroepen om te getuigen voor de House Committee on Un-American Activities. Hays nam het vijfde amendement aan, waardoor mensen niet tegen zichzelf kunnen getuigen, zodat ze niet kunnen worden vervolgd zonder andere getuigen. Seeger weigerde echter te antwoorden op grond van het eerste amendement, de eerste die dit deed na de veroordeling van de Hollywood Ten in 1950. Seeger werd schuldig bevonden aan minachting en in afwachting van hoger beroep door de rechtbank aan beperkingen onderworpen, maar in 1961 werd zijn veroordeling vernietigd op technische gronden. Omdat Seeger een van degenen was die op de zwarte lijst van de entertainmentindustrie stonden, Red Channels, werden alle Weavers onder toezicht van de FBI geplaatst en mochten ze niet optreden op televisie of radio tijdens het McCarthy-tijdperk. Decca Records beëindigde hun platencontract en schrapte hun platen uit de catalogus in 1953. Hun opnamen werden niet uitgezonden, waardoor hun inkomsten uit royalty's werden ingeperkt. Rechtse en anticommunistische groeperingen protesteerden tegen hun optredens en vielen promotors lastig. Als gevolg hiervan nam de economische levensvatbaarheid van de band snel af en in 1952 werd de band ontbonden. Hierna zette Pete Seeger zijn solocarrière voort, hoewel hij, zoals bij alle anderen, nog steeds last had van de gevolgen van het op de zwarte lijst plaatsen.

### Herformatie
In december 1955 kwam de band weer bij elkaar om een uitverkocht concert te spelen in de Carnegie Hall. Het concert was een groot succes. Een opname van het concert, The Weavers at Carnegie Hall, werd uitgegeven door het onafhankelijke Vanguard Records en dit leidde tot hun contractering door dat platenlabel. Tegen het einde van de jaren 1950 werd folkmuziek steeds populairder en nam het McCarthyisme af. Toch duurde het tot het hoogtepunt van de jaren 1960 voordat Seeger een einde kon maken aan zijn zwarte lijst door in 1967 te verschijnen in de nationaal uitgezonden CBS-tv-variëteitshow The Smothers Brothers Comedy Hour.
Na de lp-publicatie van het Carnegie Hall-concert in april 1957, lanceerden The Weavers een concerttournee van een maand. In augustus kwam de band weer bij elkaar voor een reeks opnamesessies voor Vanguard. Naarmate het aantal boekingen voor collegeconcerten van Seeger groeide, voelde de zanger zich beperkt door zijn verplichtingen jegens de band. Vanguard boekte The Weavers voor een sessie van 15 januari 1958 om een rock-'n-roll-single op te nemen. De resultaten waren beschamend en wakkerden de frustratie van Seeger aan. De volgende maand overstemden Gilbert, Hays en Hellerman Seeger over het opnemen van een sigarettenadvertentie voor een tabaksbedrijf. Seeger, gekant tegen de gevaren van tabak en ontmoedigd door de schijnbare uitverkoop van de band aan commerciële belangen, besloot op te stappen. Hij verliet hij de band op 3 maart 1958.
Seeger prees Erik Darling van The Tarriers aan als zijn vervanger. Darling bleef tot juni 1962 bij de band en vertrok om een solocarrière na te streven en uiteindelijk het folk-jazztrio The Rooftop Singers te formeren. Frank Hamilton, die Darling verving, bleef negen maanden bij de band en maakte zijn opzegging bekend net voordat The Weavers het vijftiende jubileum van de band vierden met twee avondconcerten in de Carnegie Hall in maart 1963. Folkzanger Bernie Krause, later een pionier met de introductie van de Moog-synthesizer naar de populaire muziek, was de laatste artiest die 'de Seeger-stoel' bezette. De band ging in 1964 uit elkaar, maar Gilbert, Hellerman en Hays werden de volgende 16 jaar af en toe herenigd met Seeger. In 1980 benaderde Lee Hays, ziek en in een rolstoel, weemoedig de oorspronkelijke Weavers voor een laatste bijeenkomst. Hays' informele picknick leidde tot een professionele reünie en een triomfantelijke terugkeer naar de Carnegie Hall op 28 november 1980, wat het laatste volledige optreden van de band zou zijn. Ze verschenen nog een laatste keer in juni 1981 op het Clearwater Festival.

### Na de ontbinding
Na de ontbinding van de band toerde Ronnie Gilbert als solist door Amerika en werkte Fred Hellerman als opnametechnicus en producent. De band werd in 2001 opgenomen in de Vocal Group Hall of Fame.
In februari 2006 ontvingen The Weavers de Grammy Lifetime Achievement Award. Vertegenwoordigd door leden Ronnie Gilbert en Fred Hellerman, raakten ze een snaar bij de menigte toen hun strijd met politieke heksenjachten in de jaren 1950 werd verteld. Sommige commentatoren zien de verwijzing naar blinde koppigheid als een verhulde kritiek op degenen die blindelings in alle acties van de communistische partij geloofden.

## Muziekstijl
De documentaire film The Weavers: Was not That a Time! (1982), werd vrijgegeven na de dood van Hays en beschreef de geschiedenis van de band en de gebeurtenissen die leidden tot de reünie. Criticus Roger Ebert gaf de film vier sterren van de mogelijke vier in zijn Chicago Sun-Times recensie en noemde het een van zijn top 10 films voor 1982.

## Overlijden
Lee Hays overleed in 1981 op 67-jarige leeftijd. Zijn biografie Lonesome Traveler door Doris Willens werd in 1988 gepubliceerd. Erik Darling overleed op 3 augustus 2008 op 74-jarige leeftijd in Chapel Hill aan lymfoom. Na een lange carrière in muziek en activisme overleed Pete Seeger op 27 januari 2014 op 94-jarige leeftijd in New York. Ronnie Gilbert overleed op 6 juni 2015 op 88-jarige leeftijd. Op 1 september 2016 overleed de laatst overgebleven oprichter Fred Hellerman op 89-jarige leeftijd.

## Onderscheidingen
In 2001 werden The Weavers opgenomen in de Vocal Group Hall of Fame. In februari 2006 kregen ze de Grammy Award voor hun levenswerk (Lifetime Archievement Award).
In 2006 kregen ze de Ere-Grammy van de National Academy of Recording Arts and Sciences.

## Discografie
- The Weavers Greatest Hits
- The Weavers at Carnegie Hall (live)
- Wasn't That a Time! (boxset)
- Best of the Vanguard Years
- The Weavers Reunion at Carnegie Hall, 1963 (live)
- Rarities from the Vanguard Vault
- Kisses Sweeter Than Wine (live)
- The Almanac
- The Best of the Decca Years
- Ultimate Collection
- The Weavers Classics
- Best of the Weavers
- Gospel
- We Wish You a Merry Christmas
- The Weavers on Tour (live)